# アイアイエー島
アイアイエー島（古希: Αιαίη / Αιαία、古代ギリシア語ラテン翻字: Aiaíē / Aiaía、ラテン語: Aeaea）は、ギリシア神話に登場する地名で、魔女キルケーが住むと言われる島である。長母音を省略してアイアイエ島とも表記される。

## 位置

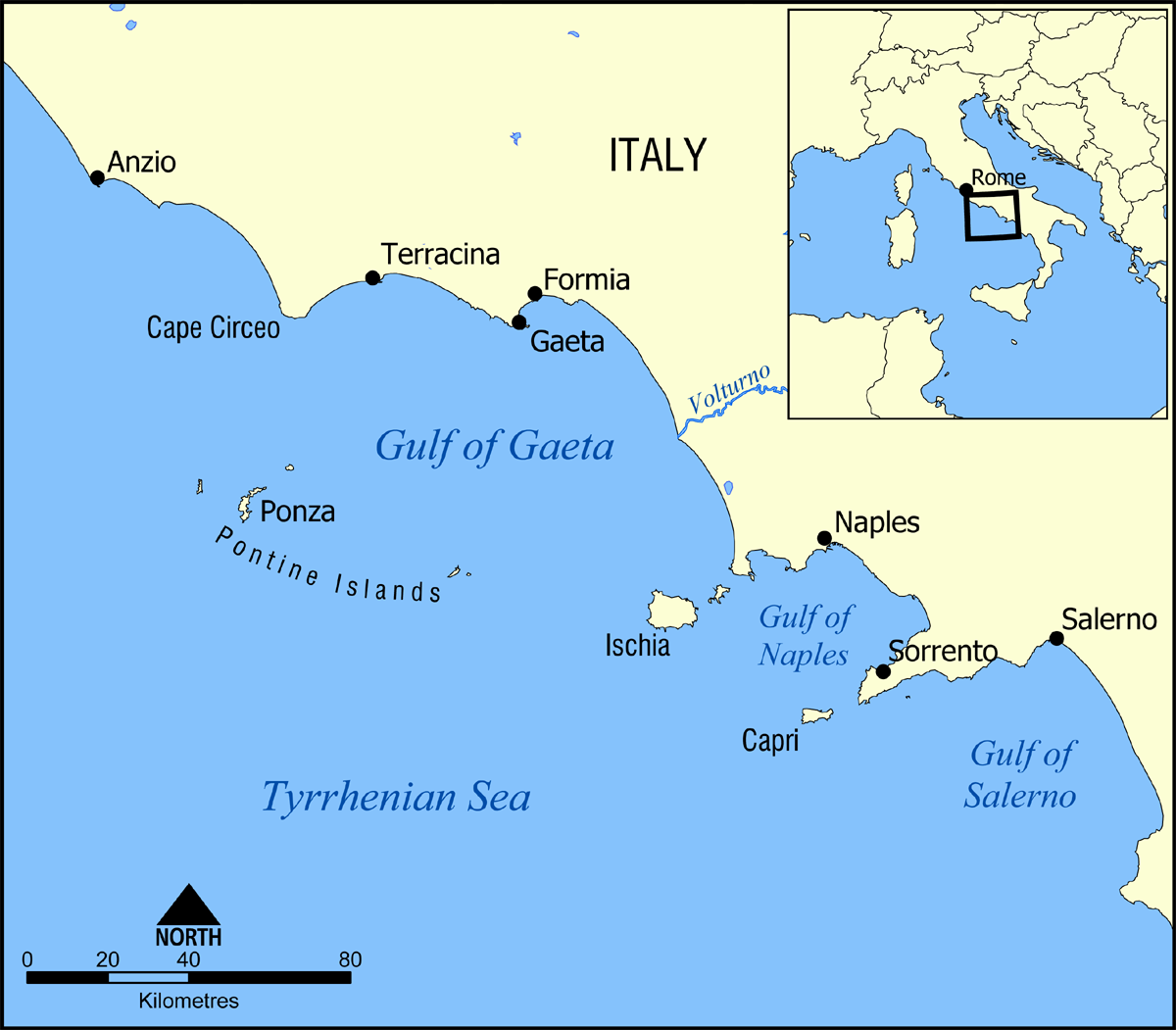
チルチェーオ岬の位置（上の方のアンツィオとテッラチーナの間にある）

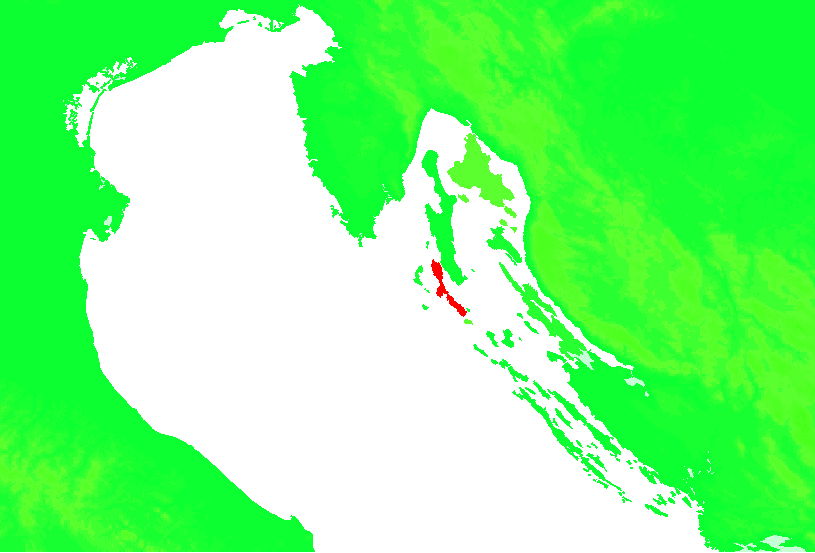
ロシニ島の位置

ホメーロスの『オデュッセイア』の地理学はいくぶん辻褄が合わず、文字通りに受け取るには神話的すぎるのだが、後の古代ローマの著述家たちは、アイアイエー島は、イタリア西海岸、ローマから南に約100kmの位置にある、チルチェーオ岬のチルチェーオ山（Mount Circeo, ラテン語：Mons Circeius）であるという見解を持った。実際には小さな半島であるが、周りを囲む沼地や海のため、島のように見えたのかも知れない。あるいは、ハリカルナッソスのディオニュシオスの著書によれば、その本が書かれた時代（紀元前1世紀）には既にそこは半島だったが、ひょっとしたらホメーロスの時代には、浜辺か砂の半島のある島だったのが、一般の地質学的変化によって徐々に本土とくっついたのかも知れない。
地元の人々は岬にある洞窟の1つを「Grotta della Maga Circe（キルケーの洞窟）」と呼んでいる。
アイアイエー島を去る前に、オデュッセウスはキルケーから地下世界に行く方法を教わった。「船がオーケアノスの海を越えたら、早すぎる実を落とした高いポプラと柳の林のある、ペルセポネーの国の肥沃な海岸に着くでしょう。そこに船を着け、ハーデースの闇の住処へとまっすぐに進むのです」
アイアイエー島の場所については、他にもさまざまな説がある。
たとえばロバート・グレーヴスはその著書『ギリシア神話』の中で、アイアイエー島は北アドリア海に浮かぶ、ポー川河口に近い、ロシニ島だと言っている。
ティム・セヴェリンは『The Ulyssess Voyage』の中で、イオニア海のパクシ島（Paxi）がアイアイアエー島だとしている。
イマン・ウィルケンスは『Where Troy Once Stood』の中で、ライン川、マース川、スヘルデ川が作る三角州にあるサーウンダイヴァラント(Schouwen-Duiveland)がアイアイエー島だと主張している。

## 異名としてのアイアイエー
アイアイエーという名前は、ギリシア神話の中でさまざまなキャラクターの異名として使われている。
- メーデイア。メーデイアの父アイエーテースが統治する国Aeaからの派生[3]。
- キルケー。アイエーテースの姉妹[4][5][6]。
- キルケーの息子テーレゴノス[7]。
- カリュプソー。イタリアとシチリアの間の海峡にある小さなアイアイエー島に住んでいたと言われる[8][9]。